# Wu Jing
Wu Jing, también conocido como Jacky Wu (nacido el 3 de abril de 1974), es un actor, director y artista marcial chino mejor conocido por sus papeles en varias películas de artes marciales como Tai Chi Boxer, Fatal Contact, las películas de Sha Po Lang y como Leng Feng en Wolf Warrior y su secuela Wolf Warrior 2 y, más recientemente , The Battle at Lake Changjin. Wu Jing es uno de los actores más rentables de China y sus películas suelen ser las películas más taquilleras en China y en todo el mundo. Wu ocupó el primer lugar en la lista Forbes China Celebrity 100 en 2019 y el puesto 23 en 2020.

## Carrera
En abril de 1995, Wu fue descubierto por el coreógrafo de artes marciales Yuen Woo-ping, Wu interpretó a Hawkman/Jackie en la película de 1996 Tai Chi Boxer, su primer debut cinematográfico en Hong Kong. Desde entonces, Wu ha aparecido en numerosas series de televisión wuxia de China continental. También ha trabajado con el coreógrafo y director Liu Chialiang en la película Drunken Monkey de 2003. Wu logró el éxito en el cine de acción de Hong Kong por su papel de asesino vicioso en la película de 2005 Duelo de dragones.
En 2006, Wu continuaba su incursión en el cine de Hong Kong al protagonizar la película Fatal Contact. Wu es el protagonista masculino de la película Twins Mission de 2007, protagonizada por el dúo Twins. También trabajó en la película de acción policial Invisible Target, que se estrenó en julio de 2007.
En marzo de 2008, Wu hizo su debut como director, junto al coreógrafo de acción Nicky Li, en su película Legendary Assassin. Wu interpretó al Asesino en La momia: la tumba del emperador Dragón su debut en el cine estadounidense.
Wu interpretó a Jing Neng en la película de artes marciales Shaolin de 2011 junto a Nicholas Tse, Andy Lau y Jackie Chan. Wu actuó en un papel diferente como Chan Chi-kit en la película de acción de Hong Kong de 2015 SPL II: A Time for Consequences.
Wu dirigió y protagonizó la película de acción y guerra Wolf Warrior y su secuela de 2017 Wolf Warrior 2. La última película se convirtió en un éxito en la taquilla del verano chino y se convirtió en la película más taquillera de China.
En 2019, Wu protagonizó la exitosa película La Tierra errante, basada en una novela del mismo nombre de Liu Cixin. Cuando descubrió que el equipo de producción carecía de fondos para completar la película, invirtió su propio dinero para compensar el déficit. La película terminó recaudando $700 millones en todo el mundo, incluidos $691 millones en China, pero solo 9 millones para el resto del mundo combinado. Se convirtió en la tercera película más taquillera de China de todos los tiempos, la tercera película más taquillera de 2019 en todo el mundo, la segunda película de habla no inglesa más taquillera hasta la fecha y una de las 20 películas de ciencia ficción más taquilleras hasta la fecha.

## Vida personal
La relación de Wu Jing y Xie Nan comenzó en 2012 y se casaron en 2014. El 25 de agosto de 2014, la esposa de Wu Jing dio a luz a un hijo, Wu Suowei (吴所谓) (también llamado Wu You (吴滺)). El 24 de septiembre de 2018, tuvieron un segundo hijo, Wu Lü (吴律).

## Filmografía

### Películas
| Año  | Título                                  | Título en chino    | Papel                    | Notas            |
| ---- | --------------------------------------- | ------------------ | ------------------------ | ---------------- |
| 1996 | Tai Chi Boxer                           | 功夫小子闖情關     | Young Xuewen             |                  |
| 2001 | The Legend of Zu                        | 蜀山傳             | Lian Xing                | [ 19 ]           |
| 2003 | Drunken Monkey                          | 醉猴               | Chan Chiud               |                  |
| 2005 | Duelo de dragones                       | 殺破狼             | Jack                     |                  |
| 2006 | A Foreign Luck                          | 天上掉餡餅         | Liuliu                   | [ 20 ]           |
| 2006 | Fatal Contact                           | 黑拳               | Kong Ko                  |                  |
| 2007 | Twins Mission                           | 雙子神偷           | Lau Hay / Lau San        |                  |
| 2007 | Invisible Target                        | 男兒本色           | Tien Yeng-seng           |                  |
| 2008 | Fatal Move                              | 奪師               | Lok Tin-hung             | [ 21 ]           |
| 2008 | L for Love L for Lies                   | 我的最愛           | Michael                  | Cameo            |
| 2008 | La momia: la tumba del emperador Dragón | 木乃伊 3: 龍的詛咒 | Assassin #1              |                  |
| 2008 | Legendary Assassin                      | 狼牙               | Bo Tong-lam              | También director |
| 2009 | Kung Fu Cyborg                          | 機器俠             | K-88                     | [ 22 ]           |
| 2010 | Just Another Pandora's Box              | 越光寶盒           | Chief guard              | Cameo            |
| 2010 | City Under Siege                        | 全城戒備           | Sun Hao                  | [ 23 ]           |
| 2010 | Wind Blast                              | 西風烈             | Yang Xiaoming (Shepherd) | [ 24 ]           |
| 2010 | Love Tactics                            | 爱情 36 计         | Wu Jielun                | Cameo            |
| 2011 | Shaolin                                 | 新少林寺           | JingNeng                 |                  |
| 2011 | Magic to Win                            | 开心魔法           | Bi Yewu (Fire Magician)  | [ 25 ]           |
| 2013 | Badges of Fury                          | 不二神探           | Insurance manager        | Cameo            |
| 2014 | The Breakup Guru                        | 分手大师           | Wu Jing                  | Cameo            |
| 2015 | Wolf Warrior                            | 战狼               | Leng Feng                | También director |
| 2015 | SPL II: A Time For Consequences         | 殺破狼 2           | Chan Chi-kit             |                  |
| 2016 | Call of Heroes                          | 危城               | Cheung Yik               | [ 26 ]           |
| 2016 | A Chinese Odyssey Part Three            | 大话西游 3         | Tang Sanzang             | [ 27 ]           |
| 2017 | Wolf Warrior 2                          | 战狼 2             | Leng Feng                | También director |
| 2017 | Gong Shou Dao                           | 功守道             | Master Jing              | [ 28 ]           |
| 2018 | The Faces of My Gene                    | 祖宗十九代         | Mei Banfa                | [ 29 ]           |
| 2019 | La Tierra errante                       | 流浪地球           | Liu Peiqiang             | [ 30 ]           |
| 2019 | The Climbers                            | 攀登者             | Fang Wuzhou              | [ 31 ] [ 32 ]    |
| 2019 | My People, My Country                   | 我和我的祖国       |                          | [ 33 ]           |
| 2020 | The Sacrifice                           | 金刚川             | Guan Lei                 |                  |
| 2021 | The Battle at Lake Changjin             | 长津湖             | Wu Qianli                |                  |
| 2021 | My Country, My Parents                  | 我和我的父辈       | Ma Renxing               |                  |
| 2022 | The Battle at Lake Changjin II          | 长津湖之水门桥     | Wu Qianli                |                  |
| 2023 | La Tierra errante 2                     | 流浪地球2          | Liu Peiqiang             |                  |
| 2023 | Meg 2: The Trench                       |                    | Jiuming                  |                  |
| 2023 | Long ma jing shen                       |                    | Yuanjie                  |                  |

### Series de televisión
| Año  | Título                             | Título en chino | Papel                 | Notas  |
| ---- | ---------------------------------- | --------------- | --------------------- | ------ |
| 1997 | Master of Tai Chi                  | 太极宗師        | Yang Yuqian           |        |
| 1998 | Xin Shuihu Houzhuan                | 新水滸後傳      | Ximen Jinge           |        |
| 1998 | The New Shaolin Temple             | 新少林寺        | Jueyuan               |        |
| 1999 | Legend of Dagger Li                | 小李飛刀        | A'fei                 | [ 34 ] |
| 2000 | Love in the Turbulent Times        | 亂世桃花        | Pei Yuanqing          |        |
| 2000 | The Bigwig                         | 大人物          | Yang Fan              |        |
| 2000 | Cema Xiao Xifeng                   | 策马啸西风      | Meng Xinghun          | [ 35 ] |
| 2001 | Xin Tian Can Bian                  | 新天蚕变        | Yun Feiyang           |        |
| 2001 | Huangshang Dubuqi                  | 皇上对不起      | Emperador Qianlong    |        |
| 2001 | Da Qinchai Zhi Huangcheng Shenying | 大钦差皇城神鹰  | Qi Yun'ao             |        |
| 2002 | Shaolin King of Martial Arts       | 少林武王        | Tanzhi                | [ 36 ] |
| 2002 | Jiangshan Weizhong                 | 江山為重        | Hongli / Chen Bangguo | [ 37 ] |
| 2002 | Southern Shaolin                   | 南少林          | Fang Shiyu            | [ 38 ] |
| 2003 | A Chinese Ghost Story              | 倩女幽魂        | Zhuge Liuyun          | [ 39 ] |
| 2003 | 36th Chamber of Southern Shaolin   | 南少林三十六房  | Fang Shiyu            | [ 40 ] |
| 2004 | Jiangshan Ernü Jiduo Qing          | 江山儿女几多情  | Emperor               | [ 41 ] |
| 2004 | I Have Eyes Only for You           | 誰爲我心動      | Bai Xiangfei          |        |
| 2005 | Wudang II                          | 武当II          | Zhang Wuji            | [ 42 ] |
| 2005 | Gushangzao Shi Qian                | 鼓上蚤时迁      | Shi Qian              | [ 43 ] |
| 2012 | I'm a Special Soldier II           | 我是特种兵2     | He Chenguang          | [ 44 ] |